# Мімоза (коктейль)

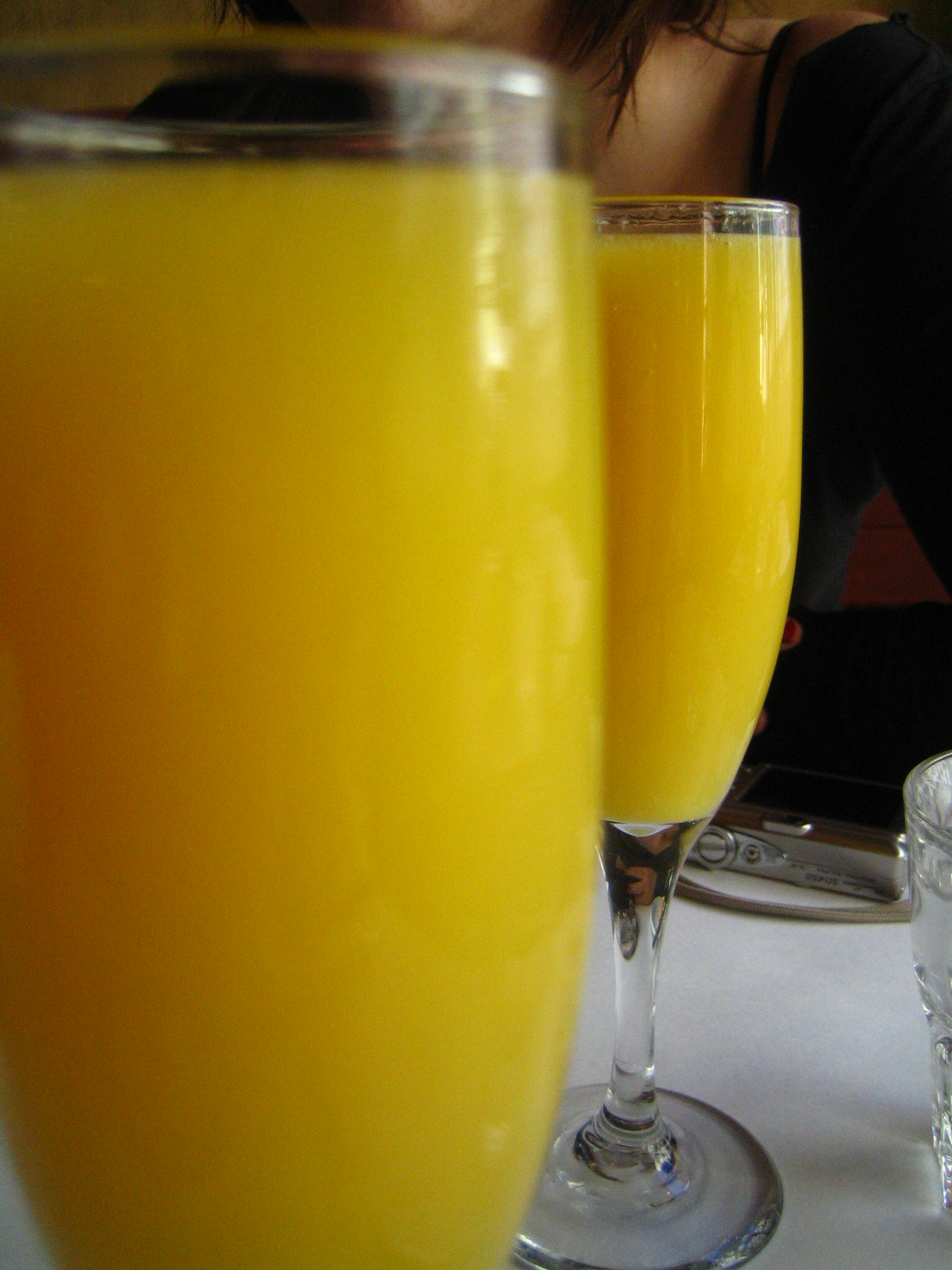
Коктейль Mimosa

Мімоза (англ. Mimosa) — коктейль на основі шампанського  (чи будь-якого іншого ігристого вина) та апельсинового соку. Належить до того ж типу коктейлів, що й «Белліні», «Россіні», «Тінторето». Класифікується як газований коктейль. Належить до офіційних напоїв Міжнародної асоціації барменів, категорія «Сучасна класика» (англ. Contemporary classics).

## Історія
Походження коктейлю не є достеменно відомим, спочатку він називався «шампанський апельсин». У деяких джерелах авторство приписують бармену та автору коктейлів паризького готелю Ріц Френку Маєру, однак у книзі Мейєра 1934 року про змішування напоїв мімоза не згадується. Мімозу нерідко розглядають як різновид коктейлю Buck's Fizz. Мімоза стала популярною у США в 1960-х роках.

## Спосіб приготування
Склад коктейлю «Mimosa»:
- шампанське або інше ігристе вино — 75 мл (7,5 cl),
- апельсиновий сік — 75 мл (7,5 cl).